# Alan Hagman
Alan Hagman (11. ledna 1964 – 11. listopadu 2019) byl americký fotožurnalista, který pracoval pro The Los Angeles Times od roku 1987 až do své smrti. Zabýval se mnoha tématy, včetně mexické drogové války.

## Životopis
Alan Hagman se narodil 11. ledna 1964.
Zemřel 11. listopadu 2019 ve věku 55 let ve svém domě na Long Beach.